# Campionati europei di pattinaggio di figura 2025 - Singolo femminile
La gara del singolo femminile ai campionati europei di pattinaggio di figura 2025 si è svolta dal 30 al 31 gennaio 2025 alla Tondiraba Ice Hall di Tallinn in Estonia.

## Risultati
| Rank | Atleta                | Nazione     | Totale | SP | SP    | FS                                  | FS                                  |
| ---- | --------------------- | ----------- | ------ | -- | ----- | ----------------------------------- | ----------------------------------- |
| 1    | Niina Petrõkina       | Estonia     | 208.18 | 2  | 68.94 | 1                                   | 139.24                              |
| 2    | Anastasiia Gubanova   | Georgia     | 198.61 | 1  | 68.99 | 2                                   | 129.62                              |
| 3    | Nina Pinzarrone       | Belgio      | 191.44 | 4  | 66.80 | 3                                   | 124.64                              |
| 4    | Kimmy Repond          | Svizzera    | 186.64 | 3  | 68.68 | 5                                   | 117.96                              |
| 5    | Anna Pezzetta         | Italia      | 186.19 | 6  | 62.73 | 4                                   | 123.46                              |
| 6    | Lara Naki Gutmann     | Italia      | 181.51 | 5  | 63.79 | 6                                   | 117.72                              |
| 7    | Julia Sauter          | Romania     | 172.64 | 8  | 61.96 | 10                                  | 110.68                              |
| 8    | Ekaterina Kurakova    | Polonia     | 169.01 | 9  | 58.70 | 11                                  | 110.31                              |
| 9    | Kristen Spours        | Regno Unito | 168.21 | 10 | 57.39 | 9                                   | 110.82                              |
| 10   | Lorine Schild         | Francia     | 168.21 | 7  | 62.47 | 13                                  | 105.74                              |
| 11   | Léa Serna             | Francia     | 163.70 | 17 | 50.33 | 7                                   | 113.37                              |
| 12   | Mia Risa Gomez        | Norvegia    | 161.71 | 16 | 50.72 | 8                                   | 110.99                              |
| 13   | Mariia Seniuk         | Israele     | 159.33 | 13 | 53.86 | 14                                  | 105.47                              |
| 14   | Alexandra Feigin      | Bulgaria    | 159.26 | 14 | 53.32 | 12                                  | 105.94                              |
| 15   | Linnea Ceder          | Finlandia   | 156.01 | 12 | 54.82 | 15                                  | 101.19                              |
| 16   | Jade Hovine           | Belgio      | 154.46 | 11 | 56.19 | 16                                  | 98.27                               |
| 17   | Josefin Taljegård     | Svezia      | 149.59 | 15 | 53.04 | 17                                  | 96.55                               |
| 18   | Janna Jyrkinen        | Finlandia   | 146.18 | 18 | 50.30 | 18                                  | 95.88                               |
| 19   | Michaela Vrašťáková   | Rep. Ceca   | 135.84 | 24 | 47.76 | 19                                  | 88.08                               |
| 20   | Vanesa Šelmeková      | Slovacchia  | 135.44 | 22 | 48.94 | 20                                  | 86.50                               |
| 21   | Anastasija Konga      | Lettonia    | 133.77 | 23 | 47.79 | 21                                  | 85.98                               |
| 22   | Julija Lovrenčič      | Slovenia    | 133.49 | 20 | 49.40 | 22                                  | 84.09                               |
| 23   | Stefanie Pesendorfer  | Austria     | 128.02 | 21 | 48.95 | 23                                  | 79.07                               |
| 24   | Jogailė Aglinskytė    | Lituania    | 118.75 | 19 | 50.11 | 24                                  | 68.64                               |
| 25   | Antonina Dubinina     | Serbia      | 44.36  | 25 | 44.36 | Non qualificate al programma libero | Non qualificate al programma libero |
| 26   | Niki Wories           | Paesi Bassi | 42.26  | 26 | 42.26 | Non qualificate al programma libero | Non qualificate al programma libero |
| 27   | Anastasia Gozhva      | Ucraina     | 42.21  | 27 | 42.21 | Non qualificate al programma libero | Non qualificate al programma libero |
| 28   | Kristina Isaev        | Germania    | 40.65  | 28 | 40.65 | Non qualificate al programma libero | Non qualificate al programma libero |
| 29   | Katinka Anna Zsembery | Ungheria    | 40.59  | 29 | 40.59 | Non qualificate al programma libero | Non qualificate al programma libero |
| 30   | Flora Marie Schaller  | Austria     | 36.69  | 30 | 36.69 | Non qualificate al programma libero | Non qualificate al programma libero |
| 31   | Ana Sofia Beşchea     | Romania     | 36.60  | 31 | 36.60 | Non qualificate al programma libero | Non qualificate al programma libero |